# Shigeki Tsujimoto
Shigeki Tsujimoto (辻本 茂輝, Tsujimoto Shigeki) est un footballeur japonais né à Suita le 23 juin 1979. Il évolue au poste de défenseur.

## Palmarès
- Finaliste de la Coupe du monde des moins de 20 ans 1999 avec le Japon